# Achdut haAwoda – Poalei Tzion

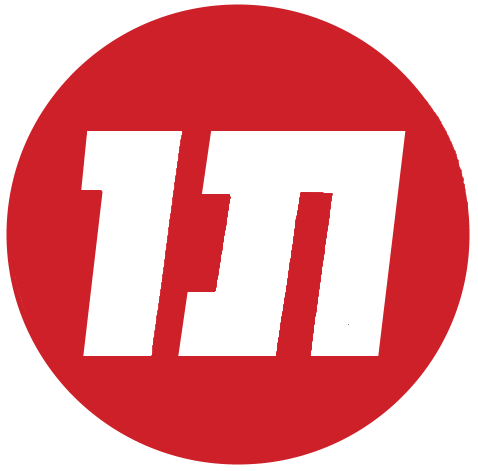
Logo der Partei

Die Mifleget Achdut haʿAvoda – Poʿalei Zion (hebräisch מִפְלֶגֶת אַחְדוּת הָעֲבוֹדָה - פּוֹעֳלֵי צִיּוֹן Mifleget Achdūt haʿAvōdah – Pōʿalei Zijjōn, deutsch ‚Partei der Einheit der Arbeit – Arbeiter Zions‘) war eine linke und zionistische Partei in Israel, die von 1954 bis 1968 bestand. Sie entstand als gemäßigte („rechte“) Abspaltung von der sozialistischen Mapam und fusionierte schließlich mit Mapai und Rafi zur Arbeitspartei ʿAvoda. Anführer der Partei waren Jitzchak Tabenkin, Jisraʾel Galili und Jigal Allon.

## Geschichte
Die Knessetabgeordneten Moshe Aram, Jisraʾel Bar Jehuda, Jitzchak Ben Aharon und Aharon Zisling verließen 1954 die linkssozialistische Mapam und gründeten Achdut haʿAvoda – Poʿalei Zion. Der Name nahm Bezug auf zwei ältere linkszionistische Bewegungen: Die 1901 gegründete Poʿalei Zion war die erste weltweite sozialistisch-zionistische Organisation. Ihr gemäßigter Flügel in Palästina nannte sich von 1919 bis 1930 Achdut haʿAvoda, aus ihr ging die große gemäßigt-linke Mapai hervor. Eine Abspaltung von Mapai hatte sich 1944 ebenfalls Achdut haʿAvoda genannt, diese war 1948 in Mapam aufgegangen.
Der für Verfahrensfragen zuständige Ausschuss der Knesset erkannte Achdut haʿAvoda – Poʿalei Zion zunächst nicht als eigene Fraktion an. Die Partei nahm aber an der Parlamentswahl 1955 teil, bei der sie mit 8,2 % der Stimmen und 10 der 120 Sitze fünftstärkste Kraft wurde. David Ben-Gurion nahm die Partei als Koalitionspartner in seine Regierung auf und Jisraʾel Bar Jehuda wurde Innenminister. Bei den Wahlen 1959 und 1961 erhielt Achdut haʿAvoda jeweils 6–7 Prozent der Stimmen und sieben bzw. acht Sitze. Zur Wahl 1965 schlossen Achdut haʿAvoda und Mapai ein Wahlbündnis namens HaMaʿarach leʾAchdut Poʿalei Eretz Jisraʾel („Verbindung für die Einheit der Arbeiter des Landes Israel“), anschließend saßen ihre Abgeordneten auch in einer gemeinsamen Fraktion, HaMaʿarach. 1968 fusionierten dann auch die beteiligten Parteien – sowie die Rafi als dritte Partnerin – und es entstand die israelische Arbeitspartei (ʿAvoda).